# Maple Leaf Sports & Entertainment

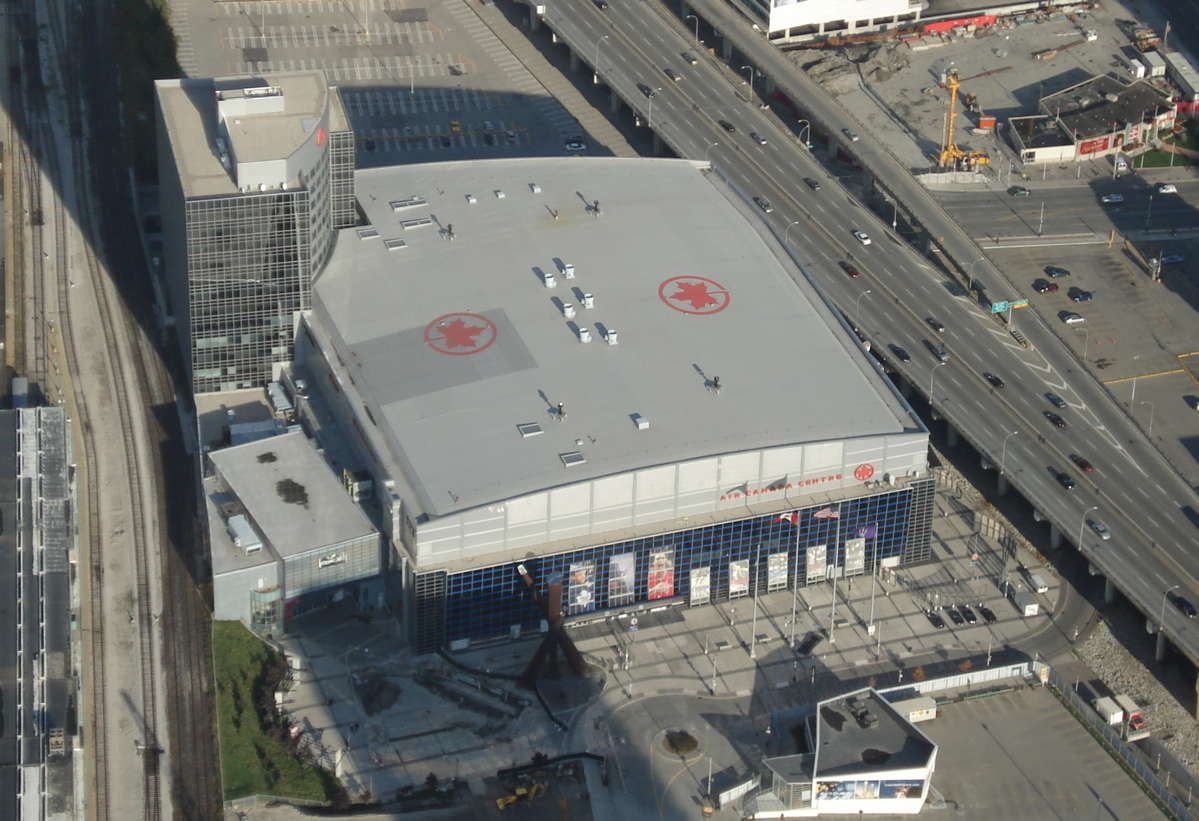
Het hoofdkantoor van MLSE is gevestigd in de wolkenkrabber (links op de afbeelding) naast het Air Canada Centre, dat hier duidelijk in beeld is

Maple Leaf Sports & Entertainment Ltd. (MLSE) is een bedrijf uit Toronto (Canada) dat zich concentreert op de sportsector.
Het bedrijf is eigenaar van Toronto FC (MLS), Toronto Maple Leafs (NHL), Toronto Raptors (NBA) en Toronto Marlies (AHL). Aanvullend heeft het ook Leafs TV en Raptors NBA TV in handen, de officiële tv-zenders van respectievelijk de Maple Leafs en de Raptors. MLSE heeft ook het Air Canada Centre in hun bezit, net als de exploitatie van BMO Field.